# Савцов, Евгений Иванович
Евгений Иванович Савцов (21.01.1900 — 27.08.1970) — — советский военачальник, участник Великой Отечественной войны, генерал-майор танковых войск (постановление СНК СССР № 1511 от 27.06.1945).

## Начальная биография
Родился 21 января 1900 года в городе Моршанск Моршанского уезда Тамбовской губернии (ныне адм. центр Моршанского района Тамбовской области) в семье рабочих. Русский. Окончил 10 классов и 2 курса МАДИ.
Член ВКП(б) с 1925 года (п/б № 0465656).
Образование. Окончил Ленинградскую военную школу мехтяги (1926), Ленинградскую высшую АБТ школу, «Академические курсы тактико-технического усовершенствования» при Военной академии механизации и моторизации в г. Москве. (1941).
Служба в армии. В Красной гвардии добровольно, с июня 1917 года В РККА с февраля 1918 года.
Участие в войнах, военных конфликтах. Гражданская война (Южный фронт, 1920—1921). Ранен в ногу в 1920 году в боях за Каховку. Конфликт на КВЖД (1929). Великая Отечественная война (с июня 1942 по 9 мая 1945). Ранен 26 сентября 1942 года или контужен.

## Военная служба
С июня 1917 года — шофёр автобазы связи. С февраля 1918 года — тракторист артиллерийского дивизиона «В» ТАОН. С мая 1919 года — тракторист артиллерийского дивизиона «С» АОН. С августа 1920 года — комендант Военно-полевого штаба Южного фронта.
С августа 1921 года — курсант Высшей военной автомобильной и броневой школы. С сентября 1924 года командир-курсант Военной автоброневой школы.
С сентября 1925 года — командир взвода 1-го автополка.
С октября 1927 по июль 1928 года — слушатель Московской военно-политической школы.
С июля 1928 года — комиссар отд. автобатальона Московского ВО. С марта 1930 года — преподаватель Московской школы танковых техников. С мая 1932 г. — руководитель АБТ дела Ульяновского БТУ. С марта 1933 года — помощник командира 32-й механизированной бригады по технической части (11-й мехкорпуса Забайкальского ВО). С 1936 года — и.д. помощника начальника Ульяновского БТУ по технической части. Приказом НКО № 00350 от 05.1936 года утверждён в должности.
До мая 1938 года начальник технической части Ульяновского БТУ. В мае 1938 года назначен помощником по технической части Ульяновского БТУ. В ноябре 1940 г. пребывал в этой должности.
С 1940 года слушатель АКТУС при Военной академии механизации и моторизации.

### Великая Отечественная война
Войну встретил слушателем «Академические курсы тактико-технического усовершенствования» при Военной академии механизации и моторизации в г. Москве. Участвовал в оборонительных мероприятиях Москвы. Награждён медалью «За оборону Москвы».
С 30 ноября 1941 года заместитель начальника по технической части Ульяновского ТУ. Приказом ГАБТУ № 01 от 05.01.1942 года назначен заместителем начальника по строевой части Ульяновского ТУ. С мая 1942 года заместитель командира 22-й танковой бригады по строевой части.
С июня 1942 года помощник командира по технической части 17-го танкового корпуса. Приказом НКО № 04846 от 20.06.1942 года утверждён в должности. С января 1943 года заместитель командира по технической части 4-го гв. танкового корпуса.

### После войны
С августа 1945 года — заместитель командира по технической части 4-й гв. танковой дивизии. С 15 ноября 1947 года заместитель командующего БТ и МВ по технической части, он же заместитель начальника технического отдела Белорусского ВО. С 15 сентября 1949 года помощник командира по технической части 4-й механизированной армии.
С 31 марта 1953 года заместитель командующего БТ и МВ по технической части Прибалтийского ВО. С 11 сентября 1953 года в распоряжении оргкомитета всесоюзного ДОСААФ СССР. Затем Начальник Центральной школы тех.подготовки ДОСААФ.
Приказом МО СССР № 02251 от 20.05.1955 года уволен в запас по ст. 59б. Проживал в Минске.
Умер 27 августа 1970 года. Похоронен на Химкинском кладбище.

### Воинские звания
Интендант 2-го ранга (Приказ НКО № 00199/к от 15.02.1936), интендант 1-го ранга (Приказ НКО № 3763 от 24.10.1937), полковник (Приказ НКО № 01722 от 21.04.1940), генерал-майор т/в (Пост. СНК № 1511 от 27.06.1945).

## Награды
- Орден Ленина (21.02.1945)[4][2].
- три ордена Красного Знамени (13.03.1943, 03.11.1944, 24.06.1948)[5][2].
- Орден Богдана Хмельницкого II степени (06.04.1945)[2].
- Орден Отечественной войны I степени (26.03.1944)[2].
- Орден Красной Звезды (10.11.1942)[2].
- Медаль «XX лет РККА» (1938)
- Медаль «За оборону Сталинграда» (02.12.1944)[6][2]
- Медаль «За освобождение Праги»
- Медаль «За оборону Москвы»[1].

- Медаль «За победу над Германией в Великой Отечественной войне 1941—1945 гг.» (09.05.1945),

- Юбилейная медаль «30 лет Советской Армии и Флота» (1948)[2].
- иностранные
- Медаль «В память 20-летия Словацкого восстания 1944 года» (1964)[7]

## Память
- На могиле установлен надгробный памятник
- Его имя увековечено в Главном Храме Вооружённых сил России, и навсегда запечатлено на мемориале «Дорога памяти»[2]